# Eryngium foetidum
Миколайчики мексиканські, кулантро, коріандр мексиканський (Eryngium foetidum) — рослина з роду миколайчики (Eryngium). Популярна тропічна приправа.

## Назва
З латини лат. Eryngium foetidum перекладається як «смердючий чортополох». Інша латинська назва antihystericum свідчить про використання цієї рослини проти епілепсії. За народними віруваннями миколайчик мексиканський заспокоює духів.

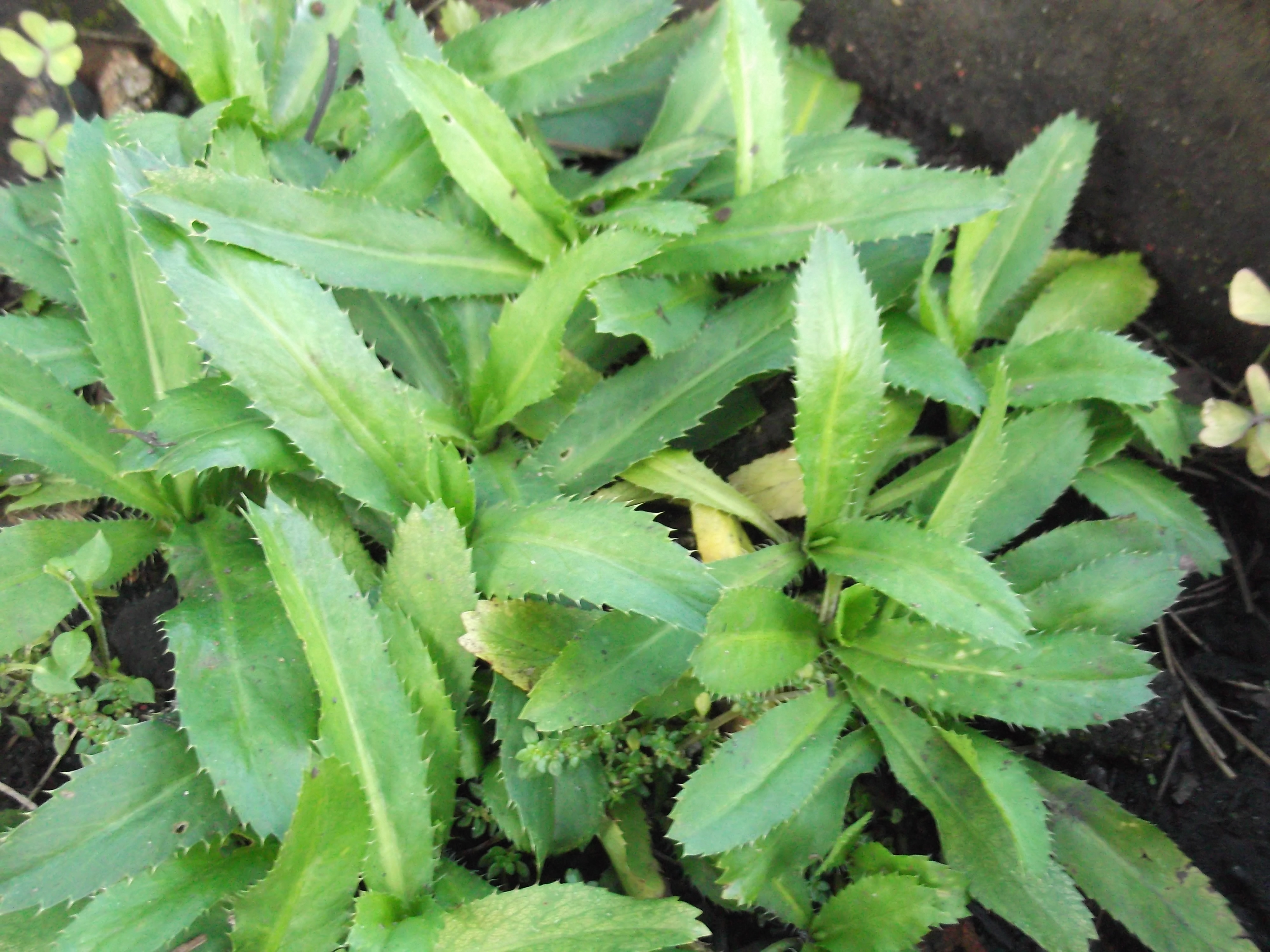
Листя кулантро

## Будова
Витончена вічнозелена рослина з мичкуватим корінням та ланцетними лисками із зазубреним краєм. Листя розміщені у розетці. У ширину та висоту може досягати 30 см. Квіти біло-зелені з листовими приквітками.

## Життєвий цикл
Дворічна рослина. Листя зрізують на рівні землі ножем перед цвітінням. З часом виростає нова розетка листя.

## Поширення та середовище існування
Походить з Мексики та Центральної і Південної Америки. Наразі відома у багатьох тропічних країнах сільськогосподарська рослина.

## Практичне використання
Широко використовується у народній медицині. В Карибському регіоні, Індії, Таїланді, В'єтнамі застосовують у кулінарії як пряну траву для салатів та гарніру.
Має сильний, схожий на коріандр, але терпкіший смак.
Містить флавоноїди, таніни, сапоніни та трітерпеноїди. Дослідження показали антибактеріальну властивості проти збудників хвороб роду Salmonella та Erwinia.